# Kuhlmann (Zelzate)
De vestiging van chemiebedrijf Kuhlmann te Zelzate en Evergem heeft bestaan van 1912-2009 en was gevestigd aan het Kanaal Gent-Terneuzen. De site breidt stapsgewijs uit naarmate de productie meer plaats nodig had, om te eindigen met een terrein met een oppervlakte van zo'n 135 ha. In het chemiebedrijf werden verschillende producten gemaakt, de één ten dienste van de andere. De focus van het bedrijf lag aanvankelijk op de productie van kunstmeststoffen (superfosfaat, ammoniumsulfaat en geconcentreerde fosfaatmeststoffen). Om die kunstmeststoffen te maken, waren er ook heel wat andere chemische producten geproduceerd, hoofdzakelijk zwavelzuur, fosforzuur en ammoniak. Naarmate het bedrijf in de jaren 80 herstructureringen doorvoerde en afdelingen verkocht, bleef uiteindelijk nog de zwavelzuurproductie over, tot ook dit stopgezet werd.
Vooral de productie van fosforzuur is kenmerkend voor de site. Bij die productie wordt ook een grote hoeveelheid fosforgips geproduceerd, een restproduct dat in grote bergen vlak bij het bedrijf gestockeerd werd. Op termijn zorgde dit voor de kenmerkende 'witte berg' die de fabriekssite typeerde. De gipsstort wordt na de sluiting van het bedrijf gesaneerd door de berg met een laag folie en aarde te bedekken. De bergflank, ondertussen met gras begroeid, werd met 55000 zonnepanelen bedekt en vormt Terranova, één van de grootste aaneensluitende zonneparken van België.

## Geschiedenis
Op 9 december 1910 kreeg het Franse Etablissements Kuhlmann toestemming om in Rieme bij Zelzate een zwavelzuur- en superfosfaatfabriek te bouwen. De site, gelegen langs het kanaal Gent-Terneuzen, was bijzonder geschikt om in grote hoeveelheden fosfaaterts aan te voeren. Twee jaar later werd de fabriek al uitgebreid. Er werkten toen ongeveer 400 werknemers, op een terrein van 40 hectare doorkruist met 4 km eigen smalspoor. De fabriek produceerde zwavelzuur via lodenkamers en mengde dit met gemalen fosfaatertsen om superfosfaat te maken via het kelderprocédé.
De fabriek werd door gebrek aan grondstoffen tijdens de Eerste Wereldoorlog stilgelegd en ingenomen door Duitsers die enkele gebouwen gebruikte als conservenfabriek en foeragedepot (waar voeders voor o.a. paarden gestockeerd werden). Grote delen van de fabriek werden beschadigd tijdens de bezetting, waaronder de voorraadmagazijnen, spoorwegen en laadbruggen aan het kanaal. 
De heropbouw van de fabriek in 1920 bood kans om een continuefabricage van superfosfaat te introduceren. Hierbij werd met een lopende band gewerkt op doorlopend fosfaaterts met zwavelzuur te mengen en te laten reageren, in plaats van het kelderprocédé. In 1920 werd ook begonnen met de bouw van de Tuinwijk Klein Rusland, waar onder meer veel werknemers van de fabriek gehuisvest werden.
Tijdens de oorlog ontwikkelden Haber & Boch een nieuw proces om ammoniak op industriële schaal te produceren. Etablissement, één van de grootste chemiebedrijven van Frankrijk, besloot ook te investeren in deze nieuwe techniek. Zo kochten ze een meerderheidsbelang in de Fours à Coke de Selzaete, een cokesfabriek annex gasfabriek die naast de fabriek van Kuhlmann stond. Het waterstofgas dat als bijproduct in de cokesfabriek gemaakt werd, was nodig voor de productie van ammoniak. Naast de cokesfabriek werd een ammoniaksynthese-installatie gebouwd en een installatie waar ammoniak en zwavelzuur samengevoegd werden tot ammoniumsulfaat. Bijzonder is dat er een uitgebreide fotocollectie bestaat die de bouw van zowel de cokesfabriek als ammoniakafdeling documenteert.

Fotoserie van de bouw van de cokesoven in Zelzate.
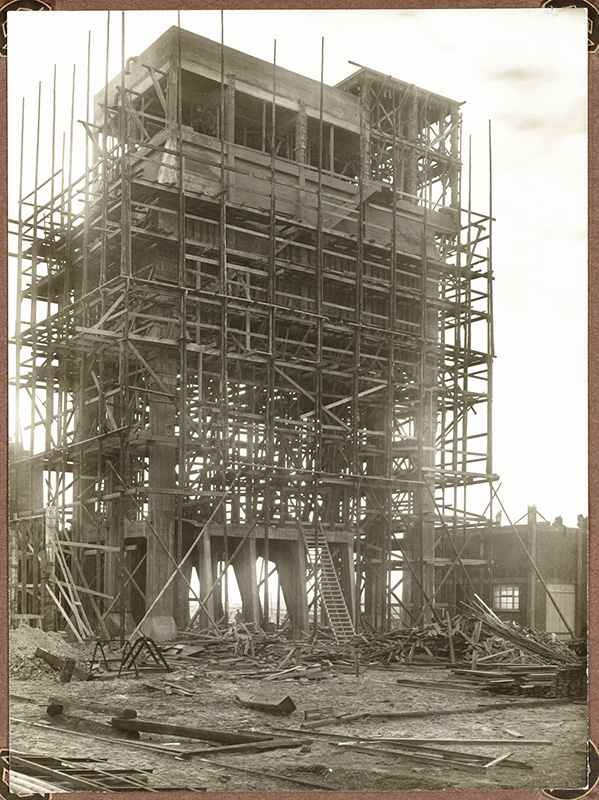
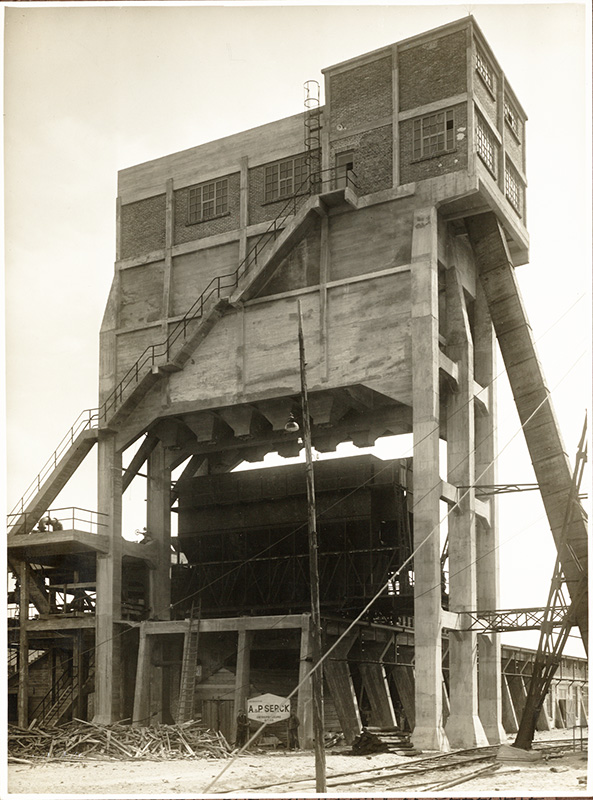
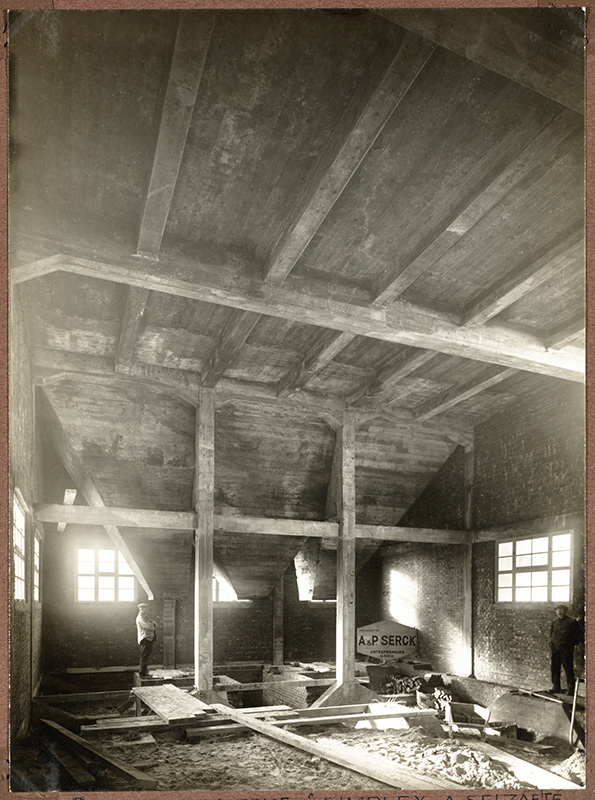
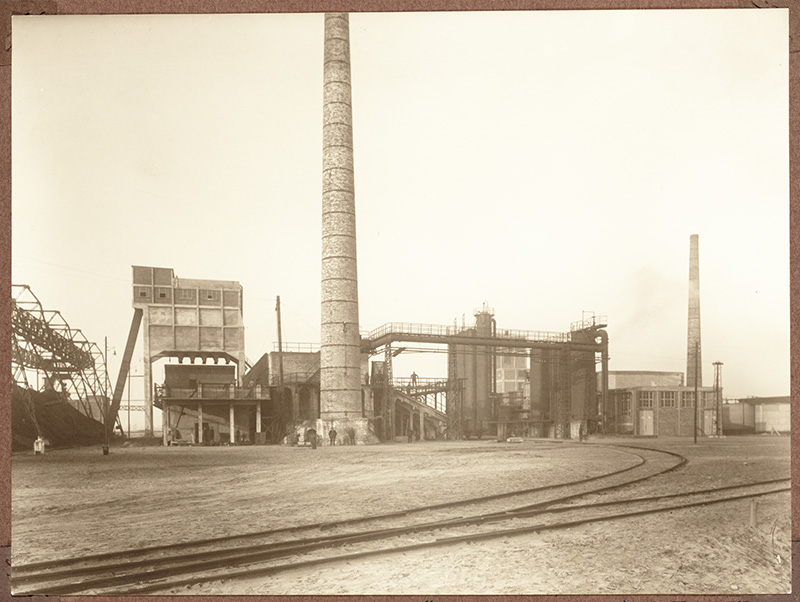
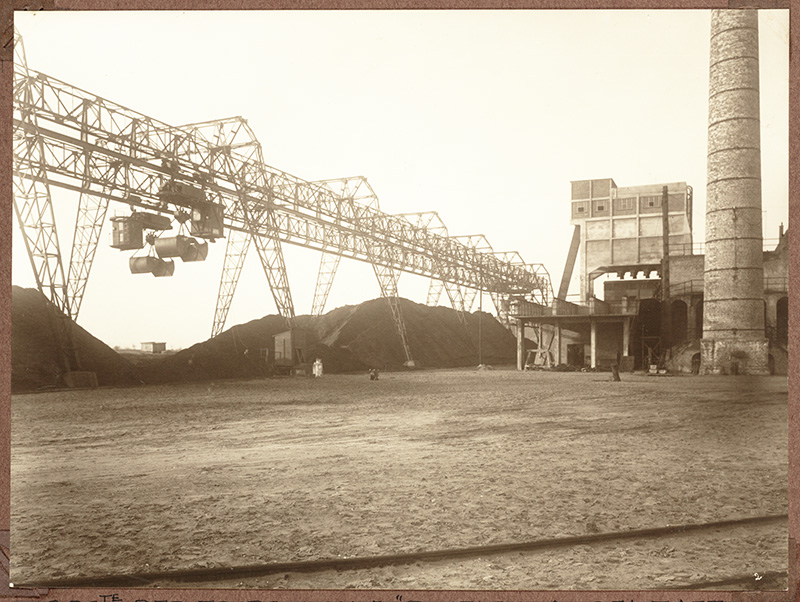
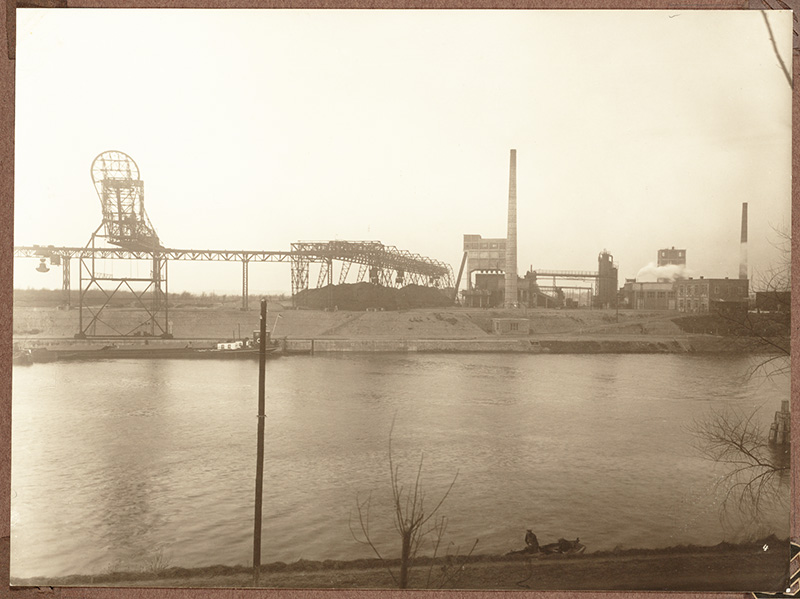
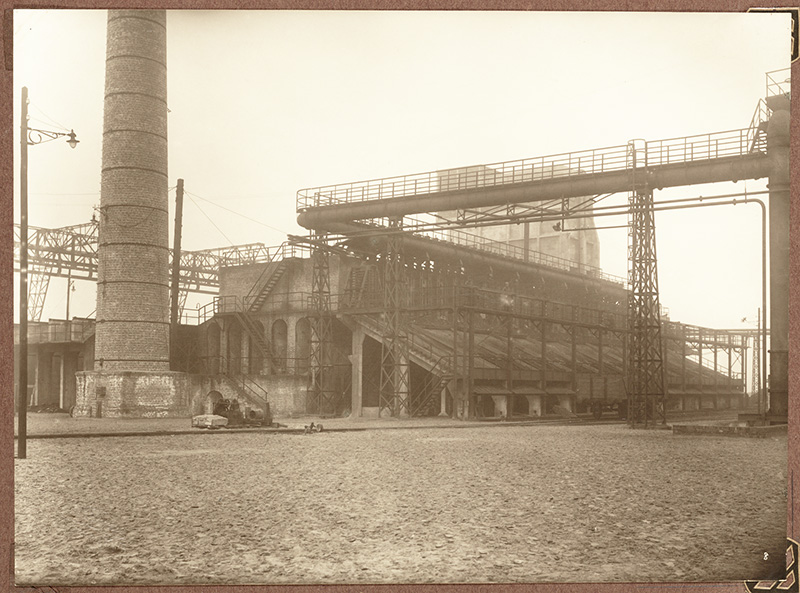
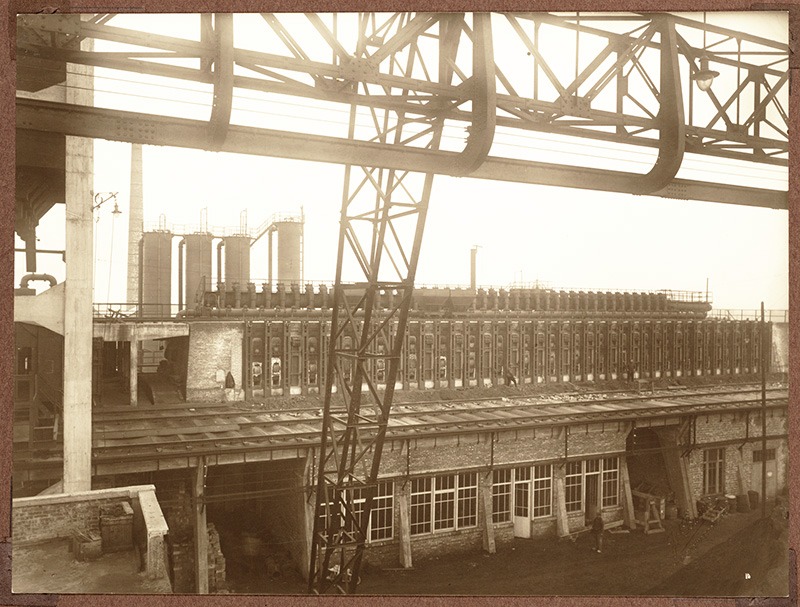

Stapsgewijze opbouw van de ammoniaksynthe-afdeling van Kuhlmann, met gasmeters en waterkasteel (watertoren).
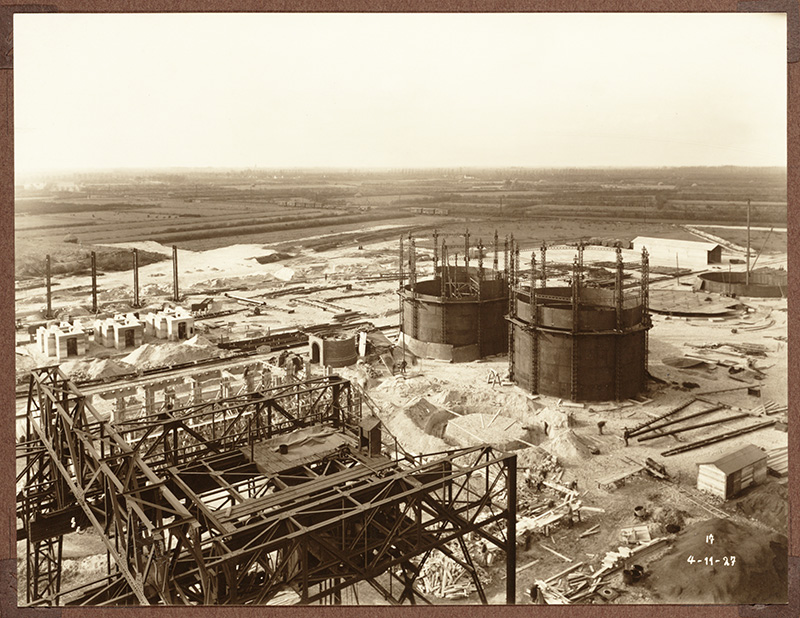
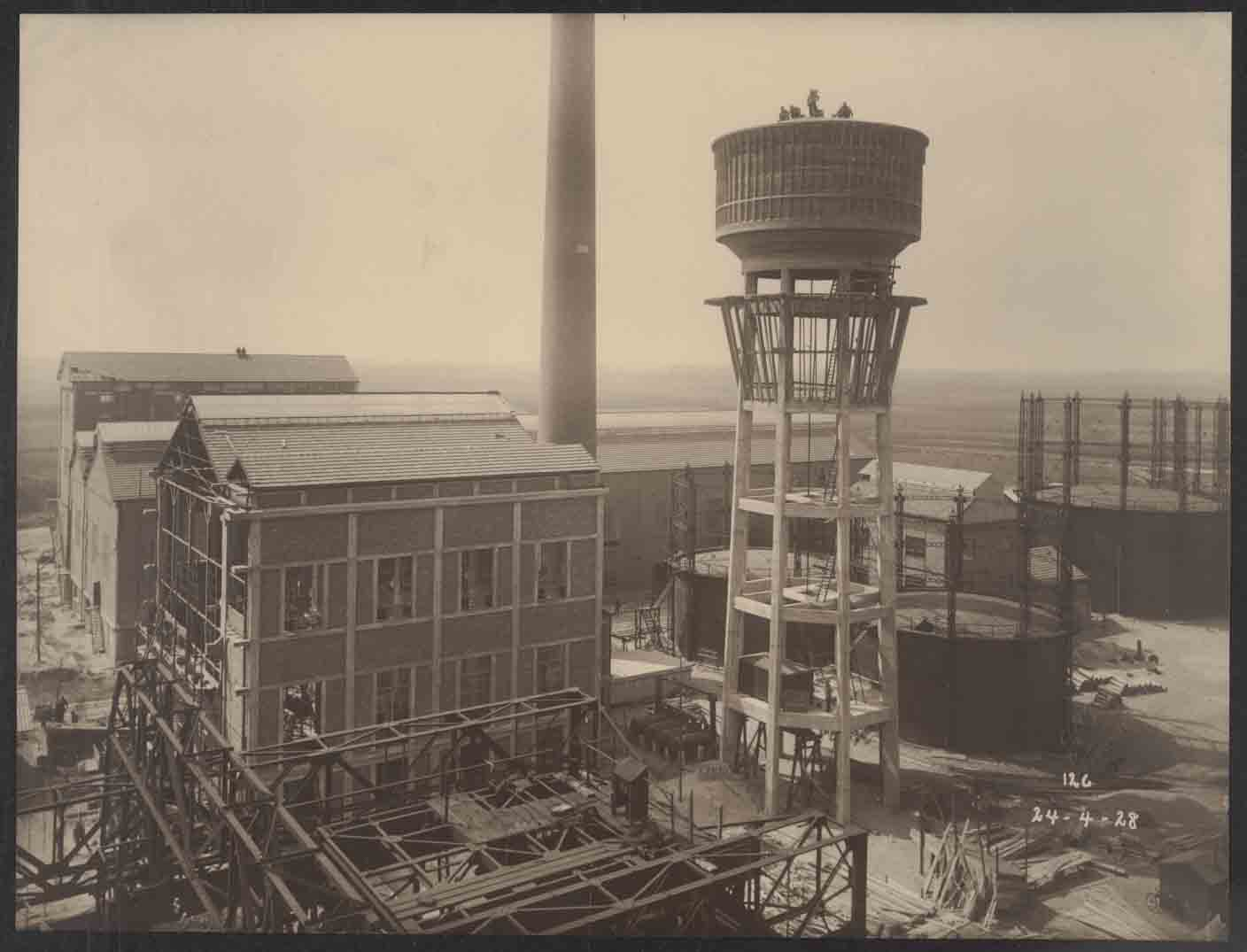
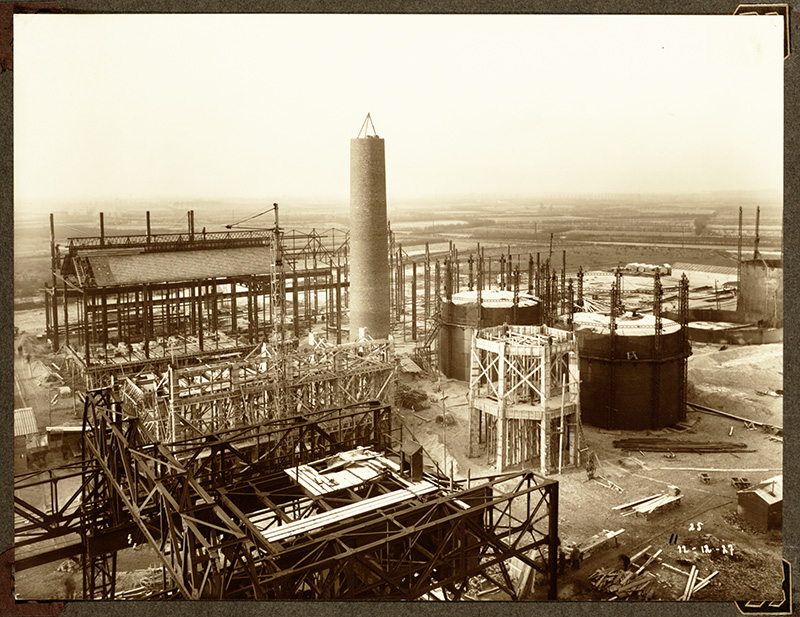
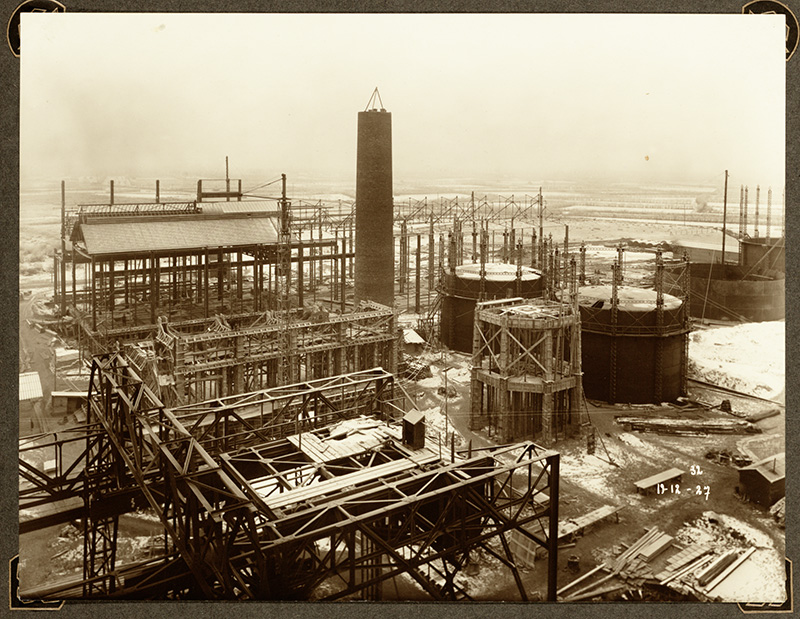
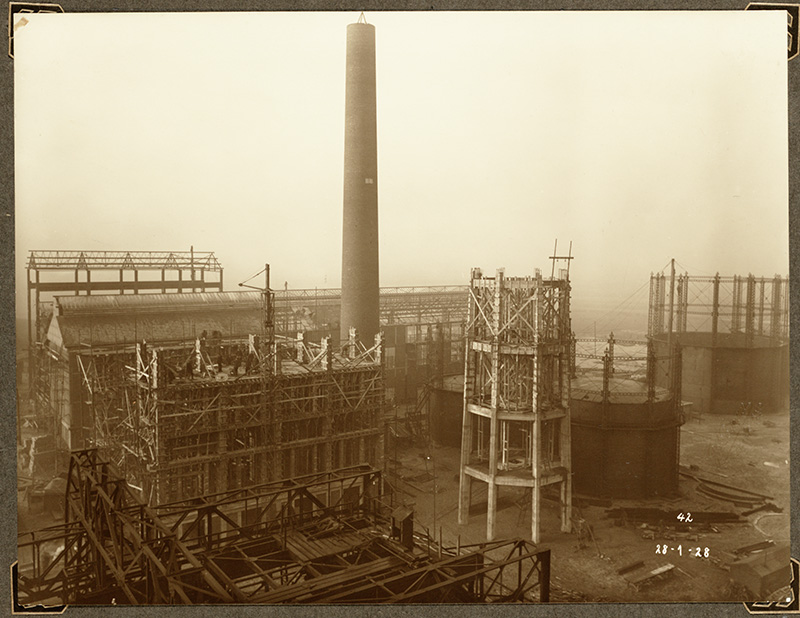
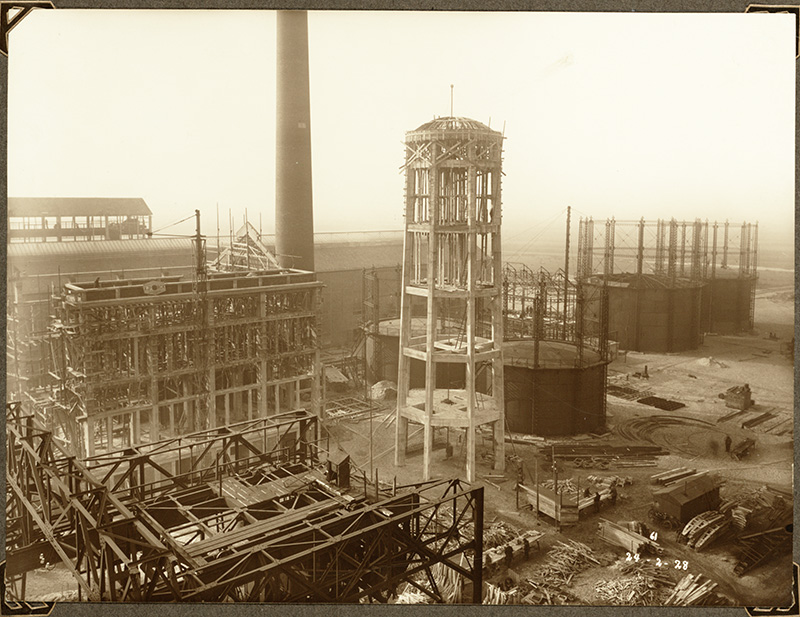
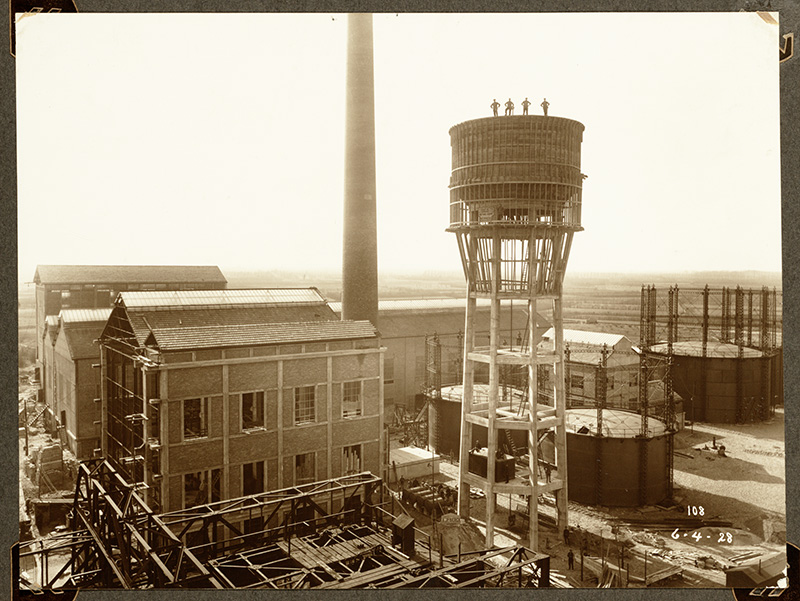
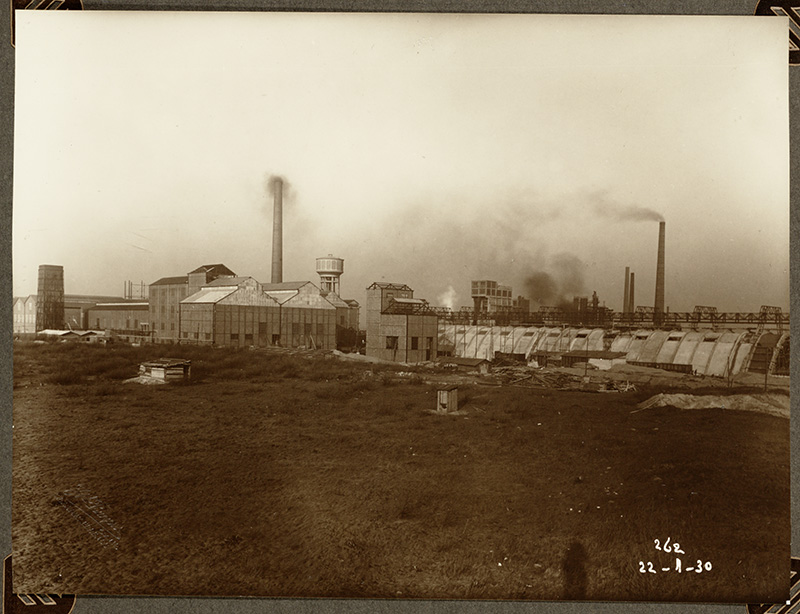

In 1925 werd de fosforzuurproductie gestart. Als bijproduct kwam daar vervuild gips bij vrij die op de site gestockeerd moest worden. Dit gebeurde aanvankelijk op de terreinen tussen de afdelingen waar superfosfaat en zwavelzuur geproduceerd werden, en de nieuwe afdelingen naast de cokesfabriek. Er ontstond geleidelijk aan een gipsberg van aanzienlijke afmetingen, die later verplaatst werd naar een uithoek van het terrein en uiteindelijk een oppervlakte van 80 ha besloeg.
Het bedrijf werd in 1983 overgenomen door Rhône-Poulenc, terwijl in 1989 een installatie voor de terugwinning van zwavelzuur in bedrijf werd genomen. In 1998 volgde overname door het Franse Rhodia Chemie. In 2006 kwam het bedrijf in handen van de Madhvani groep (MISA) en Nilefos, welk bedrijf in 2009 failliet ging.

## Herbestemming
Wat overbleef na het faillissement was het Kuhlmannterrein, waarvan de bodem werd gesaneerd en de gebouwen in 2013 werden afgebroken. De gipsopslag werd na sanerings- en stabiliseringswerkzaamheden afgedicht. Op het terrein verrijst een bos, een bedrijventerrein en een park met zonnepanelen met een piekvermogen van 16,5 MW.